# AF-10

Estructura tridimensional predita de tota l'AF-10, representada mitjançant colors del rang blau-blau cel-groc-taronja que indiquen el nivell de certesa de la predicció de l'estructura proteica (blau = >90%; blau cel = 70-90%; groc = 50-70%; taronja = <50%).
(Animació obtinguda prèviament en 2D amb l'UniProt i remodelada tridimensionalment amb Sony Vegas Pro 13 i Adobe Photoshop.)

La nucleoproteïna AF-10 (de l'anglès Acute lymphoblastic leukemia - Fused gene from chromosome 10, en referència a on se sintetitza i la malaltia en la qual participa) és un factor de transcripció del DNA codificat pel gen MLLT10. Aquest gen, situat al braç curt (p) del cromosoma 10 en posició 10p12.31, apareix sovint translocat amb els gens MLL i CALM, fet que deriva en la síntesi de les proteïnes de fusió MLL-AF10 i CALM-AF10 implicades en diverses leucèmies mieloides. En conseqüència, també es considera AF-10 com una oncoproteïna. Encara que es desconeix exactament quins gens regula l'AF-10, s'ha descrit la seva expressió a la sang perifèrica, fetge, testicles, cervell i ronyons.

## Història
La proteïna AF-10 es descobrí durant l'estudi de translocacions cromosòmiques implicades en leucèmies agudes que involucraven gens de factors de transcripció. Per aquest motiu, la investigació dels mecanismes moleculars implicats en els diferents tipus de leucèmia ha estat paral·lela a l'estudi d'aquesta proteïna, entre d'altres.
La història de la leucèmia té els seus inicis prop del 1800, quan es van fer les primeres descripcions patològiques i anatòmiques de mostres de sang de consistència anormal, observades pel cirurgià francès Alfred Velpreau. En aquell moment, no hi havia cap diferenciació entre leucèmies. No va ser fins al 1889 quan es van fer les primeres descripcions clíniques més detallades de la leucèmia mieloide aguda a través de les investigacions del metge alemany-prussià Wilhelm Ebstein; no obstant això, fins al 1976 no hi havia cap mena de classificació oficial dels diversos tipus d'AML.
Així doncs, la biologia de les leucèmies agudes seguia sent poc estudiada i entesa. Al 1992, es començava a conèixer els mecanismes d'alteració genètica que provocaven neoplàsies hematològiques, entre elles l'expressió incorrecta dels factors de transcripció (en aquell moment estudiats com a proteïnes nuclears encarregats d'estimular o de reprimir la transcripció del DNA).
Aleshores, ja es coneixien nombroses translocacions cromosomals que involucraven gens de factors de transcripció, que paral·lelament estaven implicats en leucèmies agudes. Molts d'ells tenien motius de dimerització de cremallera de leucina (també anomenat bZIP) i dits de zinc, regions localitzables a l'AF-10, que en aquell moment era desconeguda.
El gen implicat en la síntesi de la proteïna AF-10 es va identificar per primera vegada el 1994, després d'unes investigacions dutes a terme a Anglaterra per un equip de científics finançants per la Imperial Cancer Research Fund (actualment coneguda com a Cancer Research UK) i sota la supervisió del Departament d'Oncologia Mèdica de l'hospital londinenc de Sant Bartomeu, mitjançant mètodes de clonació molecular, en les quals es van identificar una nova classe de factors de transcripció implicats en la translocació cromosomal t(10;11)(p12;q23) de leucèmies mieloides agudes, entre elles AF-10 i tres proteïnes més (AF17, BR140 i un gen de l'espècie Caenorhabditis elegans). No obstant això, no va ser fins al maig de 1996 que AF-10 va ser enregistrada detalladament per primer cop, pel Departament d’Hematologia i Oncologia de la Universitat de Chicago, dirigit en aquell moment per Martin H. Dreyling. En aquella instància es va descriure la isoforma 1 de la nucleoproteïna AF-10. Presentava una regió de dit de zinc en la N-terminal i una cremallera de leucines en la C-terminal. Es va observar que aquesta estructura en els terminals la compartien també les altres tres proteïnes anteriorment esmentades. És a partir d'aleshores que es va hipotetitzar que l'AF-10 formaria part d'aquesta família proteica única en regions de dits de zinc i de cremalleres de leucina.
En el mateix estudi, anàlisis fetes amb les tècniques de PCR, Southern blot i hibridació in situ per fluorescència (FISH) confirmaven que les cèl·lules normals en estat de metafase contenien el gen per AF-10 localitzat en el cromosoma 10p12 (encara que hi havia també traces en el cromosoma 19). Paral·lelament, comparant-ho amb subjectes leucèmics, es va poder identificar el gen translocat al cromosoma 11 en la posició t(10; 11), sense haver-hi rastre d'AF-10 en el cromosoma 10. Per aquesta raó, es va arribar a la conclusió que ambdós cromosomes esmentats es fusionaven, provocant el canvi del gen d'una regió a una altra.
Durant l'estudi es va poder confirmar que l'AF-10 contenia un alt contingut de serina i de prolina (15,6% i 6,6% respectivament), en comú amb altres proteïnes conegudes en aquella data, AF4, AF9 i ENL, que també tenen senyals de localització nuclear. Abans de l'experiment, es coneixia que els dominis rics en serina i prolina actuaven com a activadors de la transcripció, i que anormalitats en l'activitat d'aquests aminoàcids (entre d'altres) anaven enllaçades amb l'expressió inapropiada de gens implicats en el desenvolupament i creixement de les cèl·lules, en concret de cèl·lules sanguínies.
Posteriors observacions fetes en el següent segle van poder afinar encara més la composició i l'estructura de la proteïna. Entre el 1998 i el 2000, els investigadors Britta Linder i Tracy Chaplin (entre d'altres) van poder realitzar nombrosos assajos bioquímics que constitueixen la base de la comprensió actual de l'AF-10. Mitjançant tècniques de reconeixement de la FLAG-tag (un antigen artificial utilitzat per a localitzar proteïnes senceres), cromatografia d'exclusió per grandària (size-exclusion chromatography en anglès) i microscòpia electrònica, van esbrinar que la proteïna en dissolució formava tetràmers, conclusió clau per a esbrinar les seves funcions involucrades en la leucemogènesi.
Avui en dia, gràcies als mètodes de cristal·lografia de raigs X i de l'empalmament alternatiu —a més a més de l'ús de la criomicroscòpia electrònica— s'ha descobert la isoforma 4, que s'ha establert com a seqüència canònica d'aquesta proteïna, amb 41 aminoàcids més que la isoforma 1. En total s'han descrit 4 seqüències isoformes de la proteïna i, gràcies a mapejos informàtics computacionals, es dedueix que AF-10 pot prendre encara 7 formes diferents més, tot i que això encara està en desenvolupament i per debatre.

## Estructura

### Estructura primària
L'AF-10 és una proteïna que presenta isoformes en el seu procés de síntesi (basat en l'empalmament alternatiu), fet que permet parlar de fins a 4 variants. Actualment, la seqüència considerada canònica, és a dir, la que es codifica amb més freqüència als éssers vius, és la isoforma 4. Aquesta està constituïda per 1068 aminoàcids i té un pes molecular de 113,32 kDa (kiloDaltons). Pel que fa a les altres isoformes, es caracteritzen de la següent manera:
- Isoforma 1: Es tracta d'una proteïna de 1027 aminoàcids i 109,026 kDa. Respecte a la isoforma 4, l'asparagina situada en posició 566 i els aminoàcids en posicions 986-1011 són intercanviats per diverses seqüències respectivament. Els darrers 56 aminoàcids de la cadena canònica queden suprimits definitivament.
- Isoforma 2: Té 126 aminoàcids i un pes de 13,851 kDa. En aquest cas, les posicions que difereixen de la isoforma 4 són de la 81 a la 126 i a partir del residu 127 la seqüència original queda suprimida.
- Isoforma 3: Conté 179 aminoàcids i té 20,05 kDa de pes. En aquesta forma se substitueix la seqüència compresa entre les posicions 89 i 179 i queden suprimits, respecte a la disposició original, els aminoàcids a partir del 186è lloc.

Aquestes evidències permeten identificar les regions de la cadena i, un cop plegada, els dominis que s'esdevenen essencials per la seva funcionalitat. En conseqüència, tot prenent com a referència la isoforma més curta, es pot concloure que calen com a mínim 126 aminoàcids per garantir que AF-10 és funcional. Les diverses seqüenciacions s'han dut a terme a través de diversos mètodes experimentals i tècniques de bioinformàtica.
| Estructura primària de la proteïna. Seqüència aminoacídica. | Estructura primària de la proteïna. Seqüència aminoacídica. |
| ----------------------------------------------------------- | ----------------------------------------------------------- |
| Seqüència_aminoacidica                                      |                                                             |

### Estructura secundària, terciària i dominis
L'estructura secundària de la proteïna AF-10 consta majoritàriament de seccions d'aminoàcids de la cadena organitzats en làmines beta i hèlixs alfa. No obstant, també trobem dues seccions amb estructura de girs (vegeu la figura 1).
| Seccions de la cadena polipeptídica amb les diferents estructures secundàries | Seccions de la cadena polipeptídica amb les diferents estructures secundàries | Seccions de la cadena polipeptídica amb les diferents estructures secundàries |
| ----------------------------------------------------------------------------- | ----------------------------------------------------------------------------- | ----------------------------------------------------------------------------- |
| Làmina-β                                                                      | Hèlix-α                                                                       | Girs (coils)                                                                  |
| 26-29                                                                         | 53-55                                                                         | 77-79                                                                         |
| 39-41                                                                         | 69-72                                                                         | 117-120                                                                       |
| 50-52                                                                         | 103-108                                                                       |                                                                               |
| 73-75                                                                         | 130-132                                                                       |                                                                               |
| 83-86                                                                         | 138-142                                                                       |                                                                               |
| 89-95                                                                         | 146-148                                                                       |                                                                               |
| 98-102                                                                        | 168-174                                                                       |                                                                               |
| 13-115                                                                        | 195-199                                                                       |                                                                               |
| 122-124                                                                       | 716-733                                                                       |                                                                               |
| 159-161                                                                       | 738-778                                                                       |                                                                               |
| 177-181                                                                       |                                                                               |                                                                               |
| 183-186                                                                       |                                                                               |                                                                               |
| 188-192                                                                       |                                                                               |                                                                               |

| Hèlix alfa. Full beta. Girs (coils). |

| Residus hidrofòbics. Residus sense càrrega. Residus carregats positivament. Residus carregats negativament. |

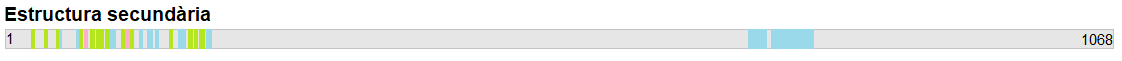
Figura 1. Representació gràfica de l'estructura secundària de la nucleoproteïna AF-10, representada en forma de barra horitzontal. A la part esquerra de la barra estarà situat el N-terminal, mentre que a l'altre extrem el C-terminal.

Figura 2. Representació tridimensional (en blanc i negre) animada del domini PZP de la nucleoproteïna AF-10, situada en la seqüència d'aminoàcids des de la posició 1-208. Animació obtinguda prèviament en 2D amb l'UniProt i remodelada tridimensionalment amb Sony Vegas Pro 13 i Adobe Photoshop.

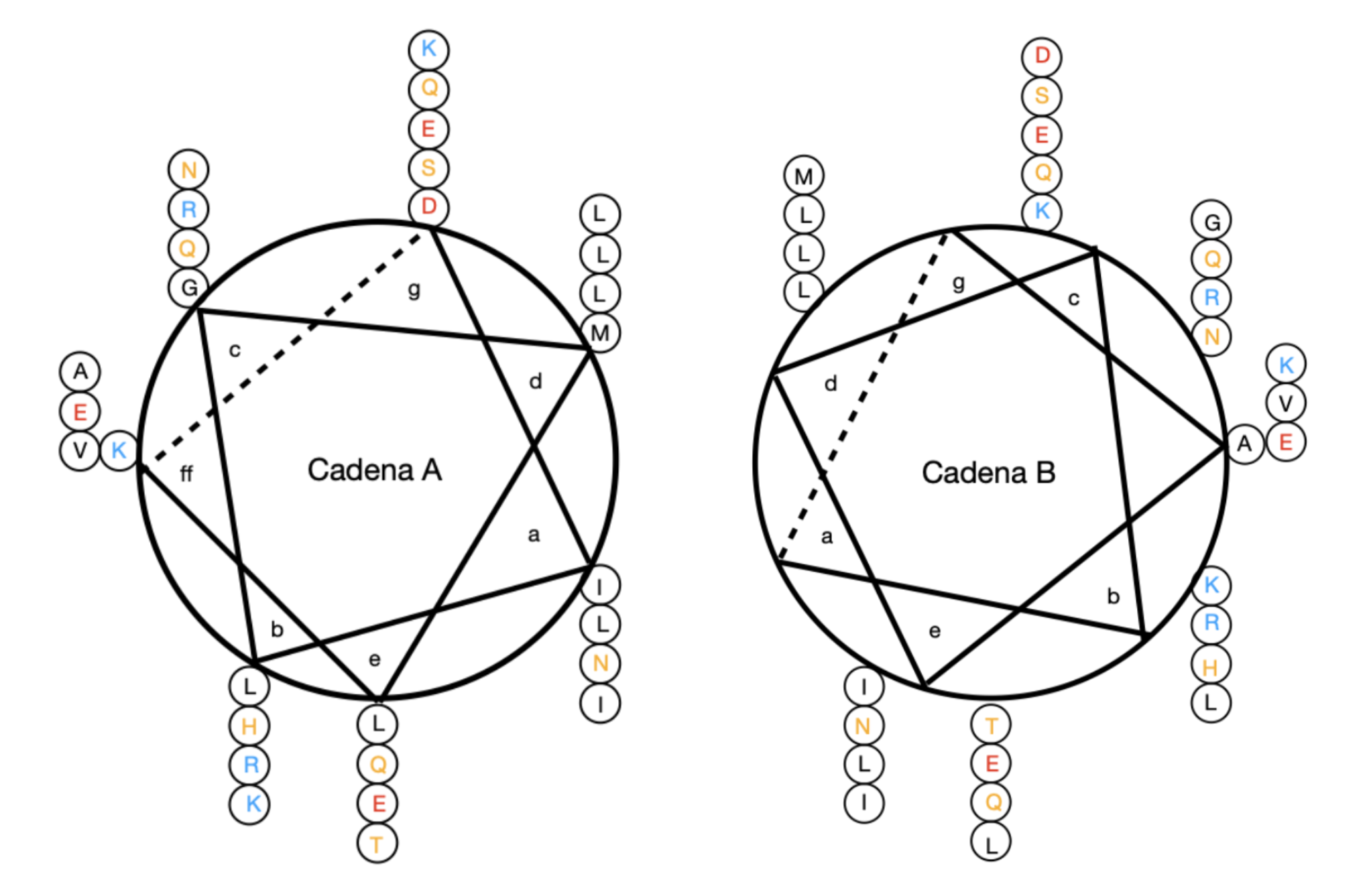
Figura 3. Roda helicoïdal dels motius de bobines enrotllades formats per dues cadenes. El codi de color:

Pel que fa a l'estructura terciària de AF-10, val a dir que no es coneix encara completament. Tot i això, els dominis proteics que presenta donen informació de l'estructura secundària de determinades regions així com també de la seva funció. D'entre els dominis i motius amb els quals s'associa la proteïna, cal destacar:
- Dominis PHD o plant homedomain:[15] regions d'interacció proteica que actuen com a lectors centrals de modificacions post-traduccionals d'histones. Adopten una conformació globular, formada per una làmina-beta de dues cadenes i una alfa-hèlix. Pel que fa a la proteïna estudiada, trobem dos dominis PHD. El primer PHD se situa entre els residus I22 i Q74 i el segon, entre K135 i F198. Entre ambdós dominis hi ha encaixat un dit de zinc, un tipus de motiu estructural que funciona com a mòdul de interacció entre DNA, RNA i proteïnes. La suma de les tres regions (els dos dominis PHD i el dit de zinc) rep el nom de domini PZP[16][17] (vegeu la figura 2), encarregat de regular la metilació de la proteïna H3 (vegeu l'apartat Funcions).

- Domini AT-HOOK o ganxo AT: és una seqüència central conservada i palindròmica de prolina, arginina i glicina. Intervé en la unió de proteïnes al DNA cruciforme on el ganxo AT s'uneix al solc menor del DNA ric en adenina-timina (AT).

- Domini NLS o regió de localització nuclear: és una seqüència d'aminoàcids amb càrrega positiva que marca proteïnes per a la seva importació al nucli cel·lular mitjançant transport nuclear.

- Domini AF10OM-LZ: totalment helicoïdal i amb una massa de 19 kDa. Està constituïda per un octapèptid (OM) i una  cremallera de leucines (LZ o bZIP).[18]
  - Motiu LZ: l'estructura secundària del motiu són dues hèlix α llargues, en la part superior de les quals hi ha una sèrie de leucines que permeten la dimerització per unions hidrofòbiques formant bobines enrotllades antiparal·leles (vegeu la figura 3).[19] El domini interacciona amb el DNA reconeixent seqüències de bases específiques per activar o inhibir la transcripció de determinats gens. Pel que fa a la relació amb l'estructura de AF-10, la regió de cremallera de leucines es troba a continuació del motiu OM, entre L750 i L778.[13]
  - Motiu OM: es tracta d'un octapèptid que interacciona amb altres proteïnes i s'empaca contra el LZ. En relació amb l'estructura de AF-10, es troba entre els residus L731 i L750.

Existeix un cinquè domini ric en glutamina situat a l'extrem C-terminal de l'AF-10, però només està present en les isoformes 1 i 4, a causa de l'empalmament alternatiu.

## Funcions
Tenint en compte que AF-10 és un factor de transcripció vinculat a la leucèmia, les principals funcions conegudes de la proteïna estan orientades a aquesta patologia, així com també a interaccions nuclears i expressions gèniques associades. En conseqüència, convé destacar les activitats biològiques d’AF-10 en el marc de les cèl·lules sanguínies i de l'expressió gènica.

### Maduració i supervivència d’hemocitoblasts
S'ha determinat a través de mètodes com el sistema de doble híbrid que AF-10, a través del seu domini PHD, és un factor que interactua amb la glicoproteïna FLRG. Aquesta, molt similar a la folistatina, està involucrada en processos biològics tals com la maduració, el creixement i la diferenciació de cèl·lules hematopoètiques.
Aquest fet s'explica en què la FLRG s'associa a molècules de la superfamília de factors de creixement transformants β (TGF-β), d’entre la qual destaquen l’activina, les proteïna morfogènica òssia o BMPs (de l’anglès Bone Morphogenetic Proteins) i la miostatina. Aquestes proteïnes es caracteritzen per la seva funció reguladora, tot participant en processos de producció, maduració i especialització dels hemocitoblasts, entre d'altres. A més, la inducció a la diferenciació hematopoètica de les cèl·lules mare humanes provoca una disminució dels nivells d’AF-10 i del seu respectiu mRNA. En conseqüència, aquestes evidències mostren una molt probable participació d’AF-10 en la creació de cèl·lules sanguínies, cosa que estableix una relació entre el factor i la seva condició leucèmica.
Altrament, també s'ha constatat una alta probabilitat que la presència de FLRG promou l’oligomerització d’AF-10, cosa que indueix una millora de les propietats de transactivació d’AF-10 fusionada al DNA. En el marc pràctic, aquesta alteració es tradueix en una infra o sobreexpressió del factor que deriva en l'apoptosi de les cèl·lules mare hematopoètiques. Per tant, se’n pot deduir un rol essencial d’AF-10 en l'estabilitat, supervivència i producció de noves cèl·lules sanguínies.

### Expressió gènica
AF-10 també té una rellevància considerable en l’àmbit nuclear de la cèl·lula, posat que és on es produeixen les translocacions cromosòmiques amb les proteïnes que provoquen diversos tipus de leucèmia, de la mateixa manera que es donen interaccions proteiques que alteren el funcionament de l'expressió gènica. El cas més rellevant és la interacció d’AF-10 amb la proteïna DOT1L, la qual actua com a disruptora de silenciament telomèric. Així, aquesta metila la K79 del domini globular de les H3, tot induint una desregulació dels gens expressats que potencia la transcripció de seqüències rellevants pel càncer (les quals acostumen a comptar amb transcripció inhibida o silenciada), tals com el gen Hoxa9.
A més, complexos proteics com DOT1L-MLL, els quals impulsen la transformació leucèmica, també proliferen en funció de l’activitat metiltransferasa de DOT1L. En conseqüència, això el converteix en una potencial diana terapèutica pel tractament de la leucèmia.
D’altra banda, AF-10 també interactua amb altres molècules relacionades amb la transcripció i translocació gènica, tals com l'HP1 o el factor de transcripció ENL, respectivament. En conjunt, totes aquestes interaccions indiquen que AF-10 participa en el reclutament de factors de transcripció o altres nucleoproteïnes encarregats de regular les estructures de cromatina, tot indicant un paper important en l'expressió gènica i una vinculació a les patologies genètiques associades a aquestes circumstàncies.

## Mutacions
L'alteració de l'expressió de la proteïna AF-10 és deguda a mutacions puntuals per substitucions de bases nitrogenades en el gen que la codifica. La majoria de les mutacions que presenta la proteïna descrita es produeixen en la regió d’interacció amb la proteïna H3, que comprén des del residu 106 fins al residu 190, i estan vinculades amb la interacció de l’AF-10 amb l'esmentada proteïna.
Així, les substitucions d'alanina produïdes en la superficie d’interacció de la proteïna AF-10 amb H3 disminueixen o impedeixen la unió als pèptids H3 (H3T22, H3K23, H3A24, H3R26 i H3K27). Això comprèn les mutacions I109A, F114A, M120A, E179A, Y190A i L107A. A més, la mutació L107A redueix l'associació a la cromatina i modifica els nivells de dimetilació de la histona H3 "Lys-79" (H3K79me2) i els gens diana de la proteïna DOT1L en les cèl·lules amb baixa presència de MLLT10.
No obstant, les mutacions I22A i V80A, produïdes en residus situats al costat oposat de la superfície d'unió a l'H3, no tenen cap impacte en la interacció d’ambdues proteïnes.

## Rol oncogènic
La leucèmia té el seu origen en la proliferació incontrolada d'una població de cèl·lules sanguínies anòmales i immadures, és a dir, que no han finalitzat el seu procés de formació. Aquest creixement continu i incontrolat desplaça les cèl·lules normals que es troben a la medul·la. Existeixen diferents tipus de leucèmies en funció del tipus cel·lular que es veu afectat. En primer lloc, la leucèmia mieloide és aquella en què les cèl·lules implicades en la malaltia pertanyen a la via de diferenciació mielocítica. D'altra banda, si es veu afectat el nombre limfocitari, es tracta d'una leucèmia limfoide. A més, aquestes leucèmies poden ser agudes, quan es produeix un increment ràpid de cèl·lules immadures; o cròniques, quan el creixement és constant però més lent.

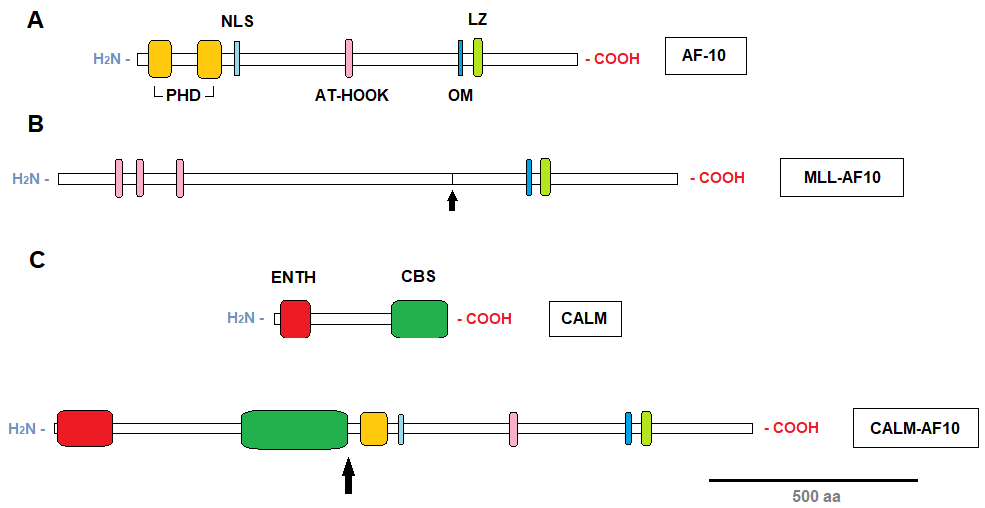
Figura 4. Representació de les estructures de les proteïnes AF-10 (A), MLL-AF10 (B) i CALM i CALM-AF10 (C). PHD: plant homedomain; NLS: senyal de localització nuclear; AT-HOOK: ganxo d'AT; OM: octapèptid amb interacció proteica; LZ: cremallera de leucines. ENTH i CBS: dominis d'interacció amb la clatrina. Les fletxes assenyalen els punts de fusió entre les proteïnes.

Les leucèmies estan freqüentment associades a alteracions cromosòmiques que afecten gens que codifiquen factors de transcripció. Com a conseqüència d'aquestes translocacions, es poden sintetitzar proteïnes de fusió amb funcions diferents de les que tenen els factors de transcripció per separat. Aquest és el procés a través del qual és formen les proteïnes de fusió MLL-AF10 i CALM-AF10 (vegeu la figura 4). És a dir, mitjançant la translocació del gen AF-10 amb els gens MLL i CALM es transcriuen les esmentades proteïnes de fusió. Tot i així, el mecanisme molecular pel qual es produeix leucèmia quan apareixen les proteïnes de fusió MLL-AF10 i CALM-AF10 és desconegut, però s'ha demostrat que en tots dos casos es produeix l'alteració dels nivells d'expressió d'alguns dels gens Hox implicats en hematopoesi. El model proposat per la investigadora japonesa Yuki Okada Arxivat 2021-11-13 a Wayback Machine. suggereix que la interacció de la proteïna hDOT1L amb els dominis LZ i OM de la proteïna AF-10 modifica el patró de metilació de la regió promotora dels gens Hox afectats quan es produeix la proteïna de fusió MLL-AF10. D'aquesta manera, es produeix la hipometilació de la lisina 4 de la histona H3 (H3K4) i la hipermetilació de la lisina 79 de la histona H3 (H3K79) produint la reestructuració de la cromatina i la sobreexpressió del gen afectat. Els processos leucemiogènics associats a la presència de la proteïna de fusió CALM-AF10 estan regits pel mateix model.
Les translocacions cromosòmiques que donen lloc a les proteïnes de fusió MLL-AF10 i CALM-AF10 tenen com a conseqüència el desenvolupament de diferents tipus de leucèmia.
- MLL-AF10: la proteïna de fusió MLL-AF10 és la responsable de les leucèmies mieloides agudes. Està composta per la regió N-terminal de la proteïna MLL, amb els ganxos AT d'unió al DNA, i la regió C-terminal de la proteïna AF-10, que únicament conserva els dominis OM i LZ. Així doncs, la proteïna MLL-AF10 es pot unir a les regions de DNA a què s'uneix la proteïna MLL, però no pot modificar la cromatina degut a l’absència del domini SET amb activitat histona-metiltransferasa.

D'altra banda, s'ha descrit que els dominis OM i LZ de la proteïna AF-10 són suficients perquè es produeixi la transformació leucèmica, ja que interaccionen amb les proteïnes hDOT1L, SYT i GAS41, implicades en la regulació de l'expressió gènica.
- CALM-AF10: la proteïna CALM-AF10 (clathrin assembly lymphoid myeloid leukemia protein linked to AF-10), també anomenada PICALM, produeix leucèmies mieloides limfoides.[27] Es localitza al citoplasma cel·lular i interacciona amb la cadena pesant de la clatrina participant en el procés de formació de les vesícules endosomals. La proteïna CALM està composta per 635 aminoàcids i presenta els dominis ENTH (epsin N-Terminal homology domain) i CBS (clathrin binding site) que li permeten interaccionar amb la clatrina. La proteïna presenta a la regió N-terminal la seqüència de la proteïna CALM amb l’absència dels 4 últims aminoàcids, mentre que la proteïna AF-10 conserva tots els seus dominis i aporta la única regió d'interacció amb DNA.[28]

## Galeria d'imatges
Les següents il·lustracions són representacions de diferents segments de la proteïna AF-10, a més d'un esquema que representa la seva localització cel·lular. Atès que aquesta nucleoproteïna pot prendre 4 formes diferents, s'han proposat segones versions en algunes de les seqüències.

Segona versió de la representació tridimensional (en blanc i negre) animada del domini PZP de la nucleoproteïna AF-10, situada en la seqüència d'aminoàcids des de la posició 1-208. Animació obtinguda prèviament en 2D amb l'UniProt i remodelada tridimensionalment amb Sony Vegas Pro 13 i Adobe Photoshop.
Representació tridimensional (en blanc i negre) animada d'una secció de la nucleoproteïna AF-10, situada en la seqüència d'aminoàcids des de la posició 699-782. Animació obtinguda prèviament en 2D amb l'UniProt i remodelada tridimensionalment amb Sony Vegas Pro 13 i Adobe Photoshop.
Representació tridimensional (en blanc i negre) animada d'una secció de la nucleoproteïna AF-10, situada en la seqüència d'aminoàcids des de la posició 704-779. Animació obtinguda prèviament en 2D amb l'UniProt i remodelada tridimensionalment amb Sony Vegas Pro 13 i Adobe Photoshop.
Segona versió de la representació tridimensional (en blanc i negre) animada d'una secció de la nucleoproteïna AF-10, situada en la seqüència d'aminoàcids des de la posició 704-779. Animació obtinguda prèviament en 2D amb l'UniProt i remodelada tridimensionalment amb Sony Vegas Pro 13 i Adobe Photoshop.
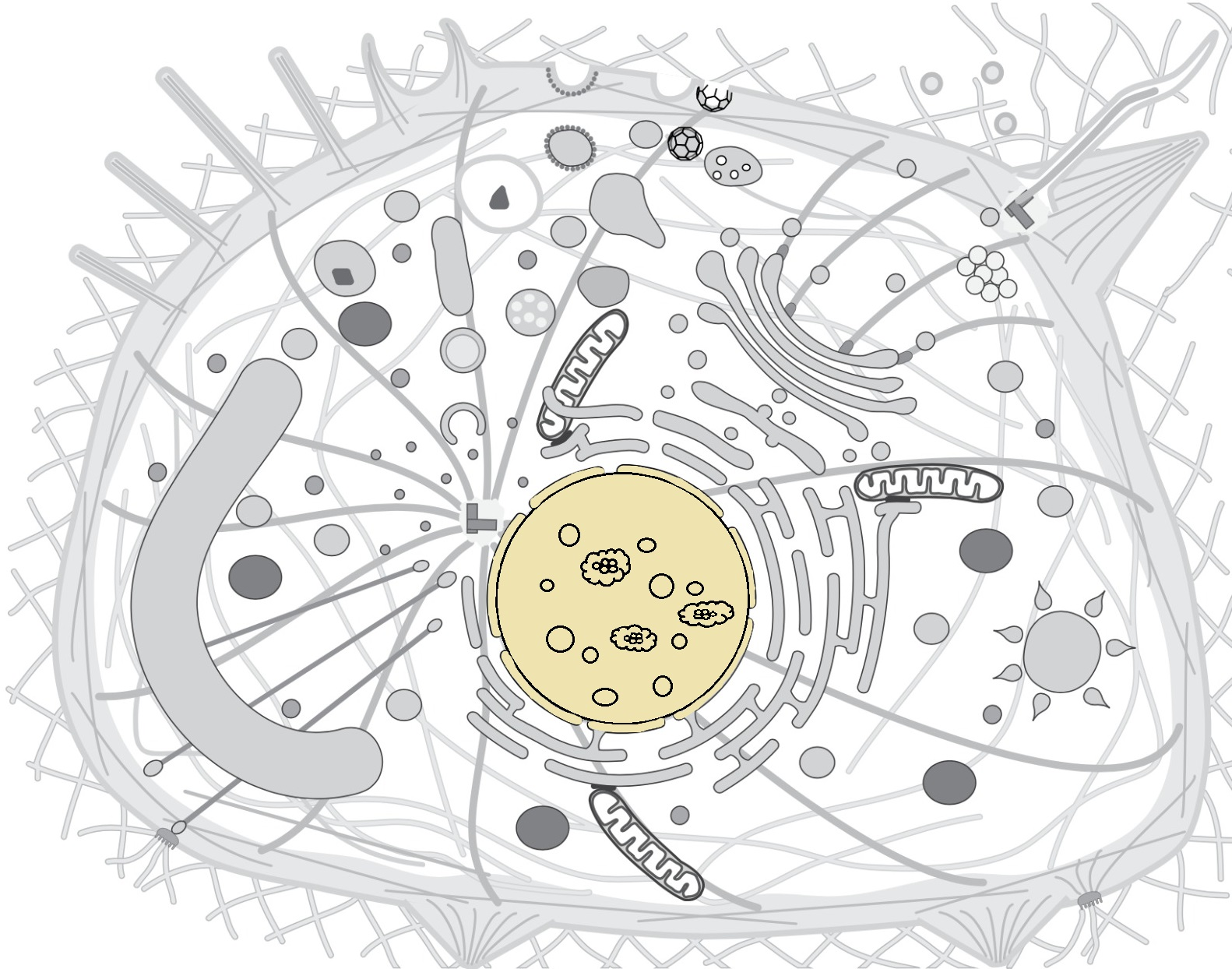
Representació visual de la localització cel·lular de la nucleoproteïna AF-10. El color groc indica la presència d'aquesta proteïna: s'observa que es concentra en el nucli.